# Бальбатр, Клод
Клод Бальбастр (фр. Claude Balbastre), или Клод Бальбатр (Claude Balbâtre; 8 декабря 1724, Дижон — 9 мая 1799, Париж), французский органист-виртуоз и композитор эпохи барокко.
Сын городского органиста. Учился у своего отца, затем у Клода Рамо, брата Жана Филиппа Рамо, по протекции которого в 1750 г. обосновался в Париже. В 1755 году впервые выступил с собственными органными сочинениями. С 1756 года служил органистом в парижской церкви Сен-Рок, был придворным клавесинистом, затем занял пост органиста в Соборе Нотр-Дам, который, в силу своих революционных симпатий, сохранил и после свержения монархии.
В 1763 году Бальбастр женился на Мари-Женевьеве Оттетер, дочери Жака Мартена Оттетера, наследника знаменитой нормандской семьи музыкантов.
К 1782 году он играл в одной из первых серий публичных концертов под названием Concert Spirituel. Являясь клавесинистом французского двора, он преподавал королеве Марии-Антуанетте. Одним из интересных фактов является то, что он был органистом графа Прованса Луи-Станислава-Ксавье, который впоследствии стал королём Франции Людовиком XVIII. Во время Французской революции связь Бальбатра с дворянами и королевским двором могла поставить под угрозу его жизнь, но он приспособился к новой политической ситуации и сочинил революционные гимны и песни для органа.
Автор оперных транскрипций и оригинальных произведений для органа (1755—1767 — 14 органных концертов (рукописи не сохранились), 1748 — 2 фуги для органа) и клавесина, шести сонат для клавира и струнных.

## Издания в СССР
Записи музыки Клода Бальбатра (произведения для органа) выходили в СССР серди многочисленных изданий музыки эпохи барокко, неоднократно, например,
можно вспомнить о долгоиграющей пластинке, изданной на фирме "МЕЛОДИЯ" в 1965 г.:
"Л. Клерамбо К. Бальбатр И. С. Бах. Исполнитель: Леонид Ройзман - орган". Переиздана в 1983 году.
Были и другие издания (долгоиграющие пластинки) музыки Бальбатра. О нём пишет в своей книге "История зарубежной музыки"  (1972) советский музыковед К. Розеншильд